# Александрийский трамвай

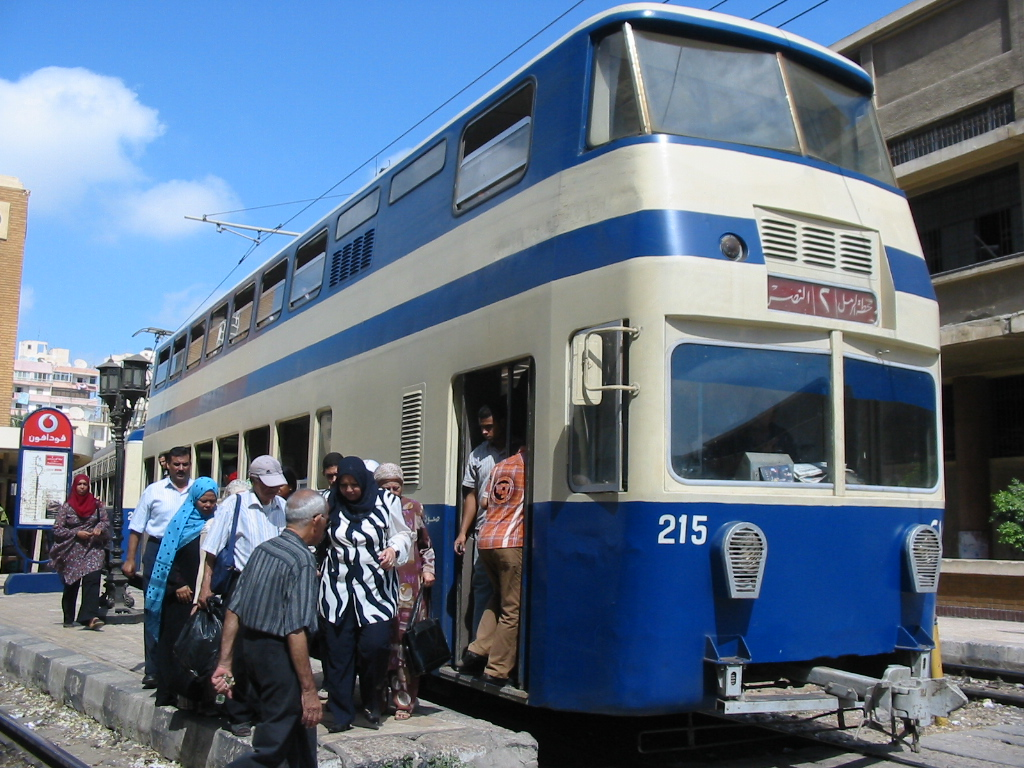
Двухэтажный трамвай

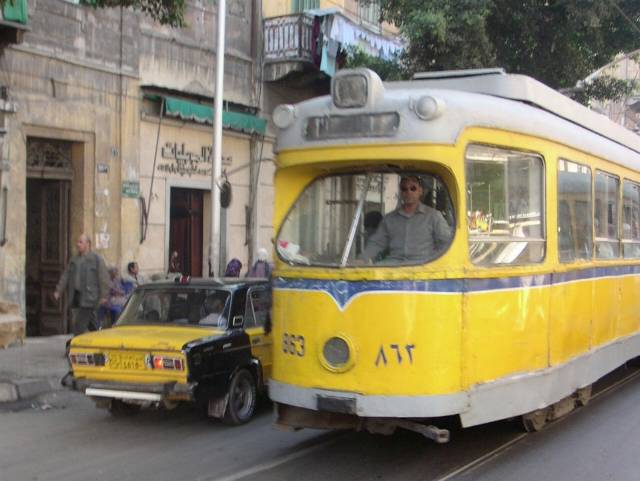
Обычный трамвай

Александрийский трамвай — трамвай в Александрии, Египет. Один из старейших в мире и старейший в Африке (начал действовать в 1863 году на конной тяге, а в 1902 электрифицирован). Известен, что является одной из всего трёх двухэтажных трамвайных линий в мире (другие две — гонконгская и блэкпульская). Единственная действующая трамвайная система в Египте.

## О трамвае
Первоначально трамваи ходили на конной тяге, затем применялись паровозы, а в 1902 году система была электрифицирована. В настоящее время в Александрии существует 2 отдельные сети линий и 38 станций трамвая.
Трамвай — один из массовых и удобных видов транспорта в Александрии. Трамвайная сеть чётко разделена на западную и восточную часть. Они являются физически едиными, но обслуживаются разными депо и имеют разный подвижной состав.
Восточная часть сети (Рамлех-трам) отличается сравнительно хорошим техническим состоянием, высокой скоростью и высоким пассажиропотоком. Линии почти всюду отделены от дорожного движения. В составе может быть от одного до четырёх вагонов (в том числе двухэтажных). Проезд на трамвае стоит 50 пиастров (0,06$). Широкие мягкие сидения с высокими, выше головы, спинками, делят весь вагон на несколько купе. Окна опускаются на большую часть высоты, так что в трамвае нежарко, днём трамвай движется медленнее, а по вечерам быстрее, достигая скорости поезда. Скорость движения днём так мала, что в него запрыгивают по ходу движения (двери не закрывают).
Александрийский трамвай в восточной части вообще вызывает полные ассоциации с пригородным поездом. Большинство остановок выполнено как перрон с вокзальчиком. На перроне нередко развернута торговля, иногда встречаются вокзальчики с кафе. Часть вагонов решением мэра преобразованы в так называемые трамвайные кафе.
Западная часть сети (Медина-трам) пролегает полностью по городским улицам и не отделена от дорожного движения. Скорости низкие, интервалы высокие, пассажиропоток минимальный. Многие маршруты отменены. Среди подвижного состава преобладают вагоны «Татра-Юг» производства Днепропетровского завода «Южмаш».

## О маршрутах

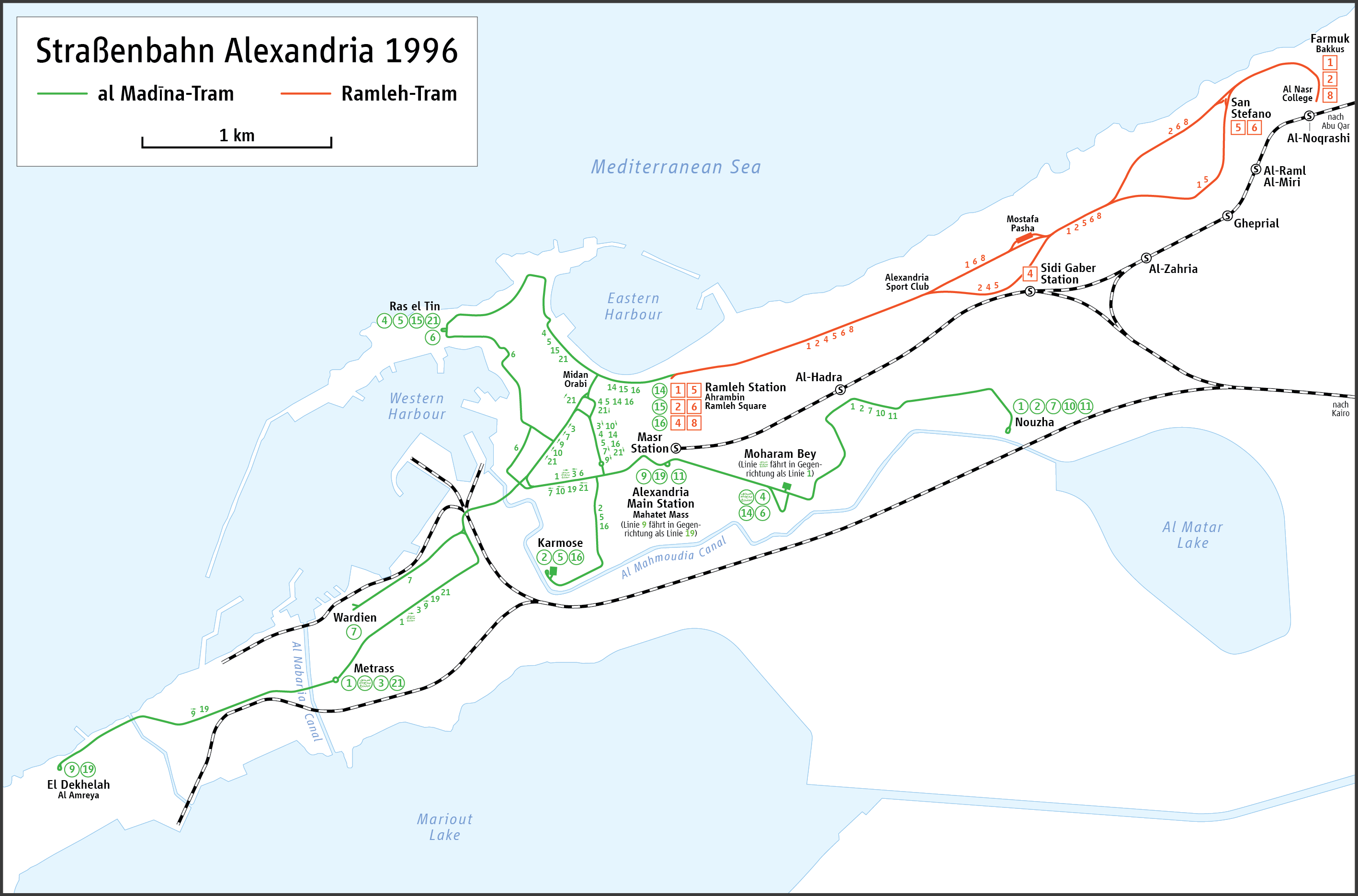
Схема линий

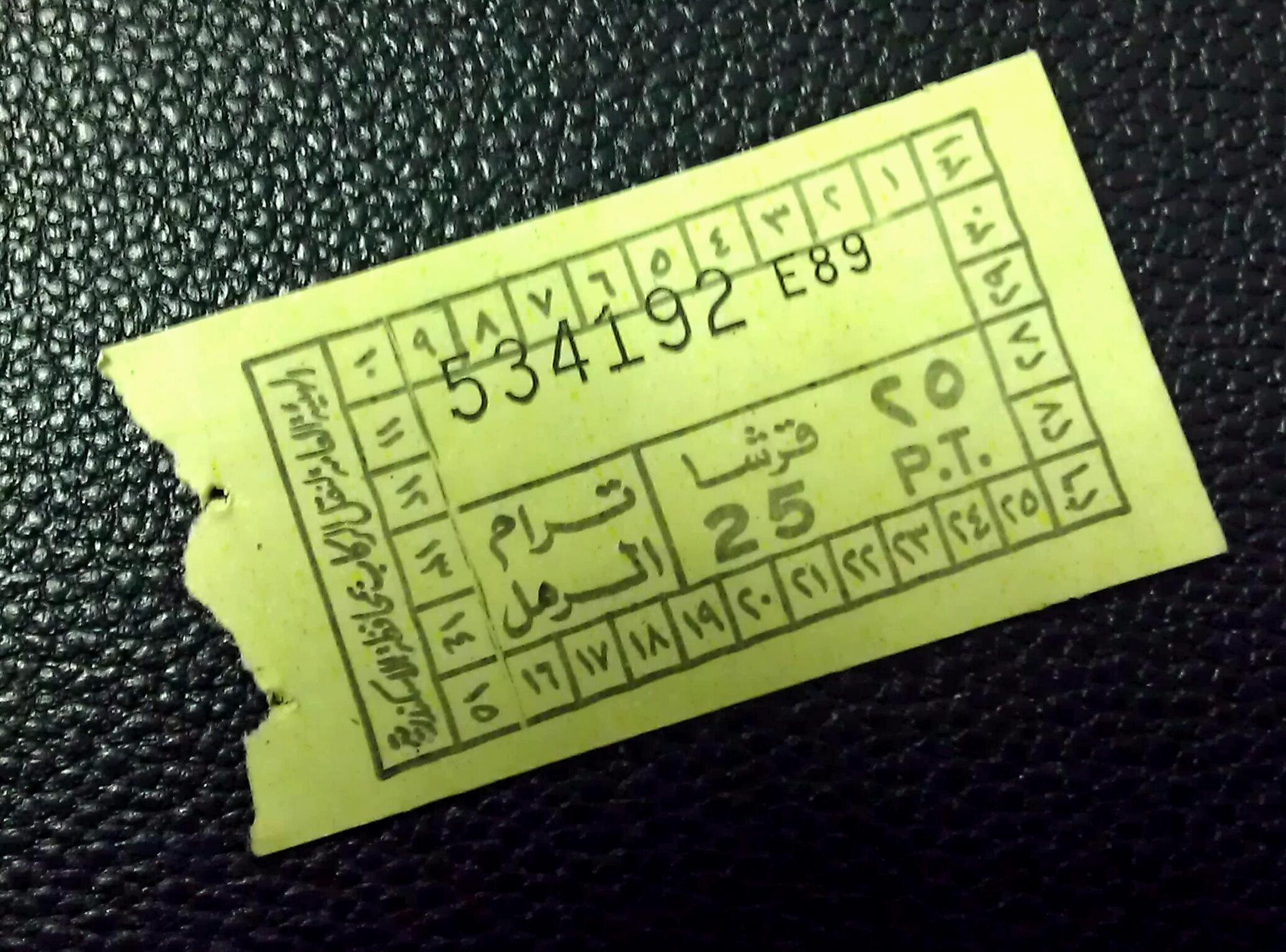
Билет

Первый маршрут ещё конки был пущен в центре города между станциями Рамлех и Виктория. В настоящее время в одной сети (4 маршрута) в восточной части города от главной станции Рамлех (Рамл), расположенной у центральной площади Саад Заглул, более скоростные трамваи синего цвета из двух-четырёх вагонов ходят вдоль побережья на восток до вокзала Сиди-Габер, до станции Сан-Стефано и до конечной станции Эль-Наср (Виктория). В другой сети (16 маршрутов) в центре и западной части города одно- и двухвагонные трамваи жёлтого или красного цветов ходят от Рамл на север до района Рас-эль-Тин, на запад до района Декхейла, на юг до района Эль-Нуза.
Мужчинам рекомендуется садиться в средний вагон, так как первый традиционно отведен для женщин, которые не желают мужского общества (однако, они могут садиться в любой вагон).